# Русская Поляна (Черкасская область)
Ру́сская Поля́на (укр. Руська Поляна) — село в Черкасском районе Черкасской области Украины.

## Население
В январе 1989 года численность населения составляла 8174 человека.
По переписи 2001 года население составляло 7908 человек.

### Языковой состав
Родной язык населения по данным переписи 2001 года:
| Язык       | Численность, чел. | Доля     |
| ---------- | ----------------- | -------- |
| Украинский | 7 657             | 96,83 %  |
| Русский    | 222               | 2,81 %   |
| Другое     | 29                | 0,36 %   |
| Итого      | 7 908             | 100,00 % |

## Местный совет
19602, Черкасская обл., Черкасский р-н, с. Русская Поляна, ул. Шевченка, 67